# Irmelin Beringerová
Irmelin Beringerová (nepřechýleně Irmelin Beringer; * 23. dubna 1963, Německo) je německá herečka.

## Život
V letech 1997–1998 hrála v německém seriálu Kobra 11 manažerku dálničního motorestu Jeanette. Mluví německy, anglicky a francouzsky. Její velká role byla v seriálu Superstau. Měří 168 cm.

## Filmografie
- 1990: Billi
- 1991: Superstau
- 1993: Ein Job für's Leben
- 1994: Die Wache
- 1995: Balko (epizoda: Die Bürgerwehr)
- 1995: Wolffův revír (Wolffs Revier (epizoda: Tod einer Familie))
- 1997: Ein Mord für Quandt (epizoda: Der Prinzgemahl)
- 1997: Místo činu (Tatort (epizoda: Alptraum)
- 1998: Die Metzger
- 1998: Gehetzt – Der Tod im Sucher
- 1998: Kidnapping Mom & Dad
- 1998: A.S. (epizoda: Unter der Gürtellinie)
- 1997–1998: Kobra 11
- 1999: Benzin im Blut (epizoda: Die Geisel)
- 2002: Die Hoffnung stirbt zuletzt
- 2002–2004: Broti & Pacek – irgendwas ist immer
- 2003: Ich will meine Tochter
- 2003: Tochter meines Herzens
- 2005: Küss mich, Hexe!
- 2006: Místo činu (Tatort (epizoda: Schattenspiele)